# David Bryan
David Bryan Rashbaum (Perth Amboy, 7 de fevereiro de 1962) é um multi-instrumentista e compositor estadunidense, mais conhecido como o tecladista da banda de hard rock Bon Jovi.
David hoje em dia é um símbolo dos teclados, bem como um ícone do Hard Rock, ele é considerado uns dos melhores tecladistas de bandas de rock, ele é tecladista da banda de Hard Rock, Bon Jovi.
Amigo de infância de Jon, David e Jon estão juntos desde sua primeira banda, Atlatic City Express Way. David Rashbaum mudou seu nome para David Bryan, mantendo seu nome verdadeiro apenas no primeiro álbum do Bon Jovi em 1984.
David Bryan toca teclado, piano,trompete e acordeon, participou de várias bandas na adolescência. Conheceu Jon quando tinha 16 anos. David já lançou 3 álbuns solo: A trilha sonora do filme de ficção científica Netherworld, em 1991, o álbum On a Full Moon, em 1994, e Lunar Eclipse em 2000, no qual gravou uma canção dedicada à sua esposa April.
David Bryan se casou em 1990 com April Mclean, com quem teve três filhos, os gêmeos Colton e Gabrielle nascidos em 19 de março de 1994 e Tyger Lilly em 2000. David possui 2 tatuagens: um coringa no peito e o tazmania nas costas.
Em 1991 participou do álbum Stranger in This Town, de Richie Sambora. Como compositor, David realiza um projeto beneficente na fundação "Save to music" dando aulas para crianças, e também autor de um musical chamado "Memphis". A música "Memphis Lives in Me", faixa gravada no Box set 100,000,000 Bon Jovi Fans Can't Be Wrong, pertence a esse musical.